# Manuel Pancorbo
Pour les articles homonymes, voir Pancorbo (homonymie) et Chica.
Manuel Pancorbo Chica, né le 7 juillet 1966 à Torre del Campo, est un athlète espagnol, spécialiste des courses de fond et de demi-fond.

## Biographie
Il obtient ses meilleurs résultats sur piste en 1998 en se classant deuxième du 3 000 m des Championnats d'Europe en salle de Valence, et en décrochant une nouvelle médaille d'argent, sur 5 000 m, aux Championnats d'Europe en plein air de Budapest. Il contribue par ailleurs au titre continental par équipes remporté par l'équipe d’Espagne aux Championnats d'Europe de cross-country 1995.
Il remporte quatre titres de champion d'Espagne : deux en extérieur en 1997 et 1998 (5 000 m) et deux en salle en 1994 (1 500 m) et 1998 (3 000 m).

### Palmarès
| Date | Compétition                    | Lieu      | Résultat | Épreuve |
| ---- | ------------------------------ | --------- | -------- | ------- |
| 1992 | Jeux olympiques                | Barcelone | 11e      | 1 500 m |
| 1994 | Championnats d'Europe          | Helsinki  | 6e       | 1 500 m |
| 1997 | Championnats du monde          | Athènes   | 9e       | 5 000 m |
| 1998 | Championnats d'Europe en salle | Valence   | 2e       | 3 000 m |
| 1998 | Championnats d'Europe          | Budapest  | 2e       | 5 000 m |

### Records
| Épreuve | Performance    | Lieu | Date            |
| ------- | -------------- | ---- | --------------- |
| 1 500 m | 3 min 34 s 03  | Nice | 16 juillet 1997 |
| 5 000 m | 13 min 08 s 44 | Rome | 14 juillet 1998 |